# Borrowash
Borrowash är en ort i Storbritannien.   Den ligger i distriktet Erewash i grevskapet Derbyshire och riksdelen England, i den södra delen av landet, 180 km nordväst om huvudstaden London. Borrowash ligger 52 meter över havet och antalet invånare är 5 746.
Terrängen runt Borrowash är platt. Runt Borrowash är det tätbefolkat, med 286 invånare per kvadratkilometer. Närmaste större samhälle är Derby, 6,4 km väster om Borrowash. Trakten runt Borrowash består till största delen av jordbruksmark.